# 8308 Julie-Mélissa
8308 Julie-Mélissa eller 1996 HD13 är en asteroid i huvudbältet som upptäcktes den 17 april 1996 av den belgiske astronomen Eric W. Elst vid La Silla-observatoriet. Den är uppkallad efter Julie Lejeune och Mélissa Russo.
Asteroiden har en diameter på ungefär 3 kilometer.